# Ouad Essafa
Ouad Essafa (franska: Ouad Essafa (CR), Ouad Essafa (Commune Rurale), arabiska: امي مقورن) är en kommun i Marocko.   Den ligger i provinsen Chtouka-Aït Baha och regionen Souss-Massa, i den centrala delen av landet, 500 km sydväst om huvudstaden Rabat. Antalet invånare är 39 335.